# Film ceste
Film ceste (eng. road film) je filmski žanr u kojem se radnja odvija tijekom putovanja.

## Povijest
Žanr vuče svoje korijene iz usmenih i pisanih priča o epskim putovanjima, kao što su Odiseja i Eneida. Film ceste je vrsta priče u kojoj se junak tokom radnje mijenja, sazrijeva ili postaje gori nego što je bio. Moderni "film ceste" redateljima je isto što je srednjovjekovnim piscima bila herojska potraga.
Tematika koja se odvijala na cesti javila se još u začetku američke kinematografije, ali je procvala u godinama nakon Drugog svjetskog rata, reflektirajući veliko povećanje proizvodnje automobila i sve popularniju mladenačku kulturu. Međutim, žanr je definiran tek u šezdesetima s filmovima Goli u sedlu i Bonnie i Clyde.

## Struktura
Kao što je to slučaj s ranijim filmskim žanrovima, i film ceste teži epizodnoj strukturi. U svakoj epizodi javlja se novi izazov, iako se svaki neće riješiti uspješno. U većini epizoda otkriva se djelić radnje - stiče se znanje ili saveznici, itd. Ponekad, kao u Srcu tame, napredak je preokrenut, a svaka epizoda predstavlja gubitak, a ne dobitak.
Filmovi ceste tradicionalno završavaju na jedan od četiri načina:
- trijumfiravši na svojem konačnom odredištu, protagonist(i) se vraćaju kući, mudriji zbog stečenog iskustva.
- na kraju putovanja, protagonist(i) u svojem odredištu pronalaze novi dom.
- putovanje se nastavlja unedogled.
- shvativši to, kao rezultat njihova putovanja, ne mogavši se vratiti kući, protagonisti izabiru smrt ili bivaju ubijeni.

## Poznati primjeri
| - A Goofy Movie - Alice in the Cities - Apokalipsa danas - Arizona Junior - Avioni, vlakovi, automobili - Badlands - Beavis and Butt-Head Do America - Belly - Budi uz mene - Billy Madison - Boys On The Side - Coupe de Ville - Čovjek koji je premalo znao - Darjeeling Limited - Dečki ne plaču - Dirty Mary, Crazy Larry - Divlji u srcu - Djeca čovječanstva - Dnevnik Che Guevare - Dogma - Dvoboj - Elizabethtown - Fandango - Glup i gluplji - Goli u sedlu - Gospodar prstenova - Gospodin Schmidt - Grind - Harley Davidson i Marlboro Man - Homer i Eddie - Ja, ja i Irena - Joy Ride - Kikin servis za dostavljanje - Kišni čovjek - Kraljevi ceste - Mala Miss Amerike - Mjesec od papira - Muppeti - Na kraju snaga - Najluđi Božić - Nestali u 60 sekundi - Rođeni ubojice - Od sumraka do zore | - Otporan na smrt - Paris, Texas - Pee-weejeva velika avantura - Pobješnjeli Max - Pobješnjeli Max 2 - Pogrešan potez - Ponoćna utrka - Posljednji zadatak - Pustolovine Priscille, kraljice pustinje - Putovanje u Europu - Radio On - Rat Race - Road Trip - Samurai Champloo - Smokey i bandit - Spašavanje vojnika Ryana - Strah i prezir u Las Vegasu - Stranger Than Paradise - Stranputica - Studengora - Taste of Cherry - Terminator - Terminator 2: Sudnji dan - The Cannonball Run - The Doom Generation - The Forsaken - The Hitcher - The SpongeBob SquarePants Movie - Prava priča - Thelma i Louise - Tko je ovdje lud? - Točka nestajanja - Tommy Boy - Transamerica - True Romance - Two-Lane Blacktop - U divljini - Ulica - Until the End of the World - Veća od života - Wristcutters: A Love Story - Y tu mamá también - Zauvijek prijatelji |

## Filmografija
- Filmovi ceste na stranici knjižnice Sveučilišta Berkeley